# Понта-Делгада
По́нта-Делга́да (порт. Ponta Delgada; [ ˈpõtɐ dɛɫˈgadɐ ]) — город и морской порт в Португалии, центр одноимённого муниципалитета в составе автономного региона Асориш. Расположен на острове Сан-Мигел.
Численность населения — 46,1 тыс. жителей на 2004 год. Занимает площадь 231,90 км².
Покровителем города считается Святой Себастьян (порт. São Sebastião).

## Расположение
Город расположен в 1448 км на запад от столицы Португалии — города Лиссабон на южном берегу острова Сан-Мигел.
Муниципалитет граничит:
- на севере — Атлантический океан
- на востоке — муниципалитеты Рибейра-Гранде, Лагоа
- на юге — Атлантический океан
- на западе — Атлантический океан

## Климат
| Показатель                                         | Янв. | Фев. | Март | Апр. | Май  | Июнь | Июль | Авг. | Сен. | Окт. | Нояб. | Дек. | Год  |
| -------------------------------------------------- | ---- | ---- | ---- | ---- | ---- | ---- | ---- | ---- | ---- | ---- | ----- | ---- | ---- |
| Средний суточный максимум, °C                      | 17,0 | 16,8 | 17,3 | 18,1 | 19,7 | 21,8 | 24,3 | 25,6 | 24,7 | 22,1 | 19,6  | 17,9 | 20,4 |
| Средний суточный минимум, °C                       | 11,6 | 11,0 | 11,6 | 12,1 | 13,3 | 15,4 | 17,2 | 18,4 | 17,8 | 15,9 | 13,9  | 12,6 | 14,2 |
| Источник: Всемирная метеорологическая организация. |      |      |      |      |      |      |      |      |      |      |       |      |      |

## История
Поселение было основано в 1449 году, получило статус города - в 1546-м. В конце XIX — начале XX века для города Понта-Делгада Португалией издавались отдельные почтовые марки.

## Население
| Численность населения муниципалитета по годам | Численность населения муниципалитета по годам | Численность населения муниципалитета по годам | Численность населения муниципалитета по годам | Численность населения муниципалитета по годам | Численность населения муниципалитета по годам | Численность населения муниципалитета по годам | Численность населения муниципалитета по годам |        |        |
| --------------------------------------------- | --------------------------------------------- | --------------------------------------------- | --------------------------------------------- | --------------------------------------------- | --------------------------------------------- | --------------------------------------------- | --------------------------------------------- | ------ | ------ |
| 1849                                          | 1900                                          | 1930                                          | 1960                                          | 1981                                          | 1991                                          | 2001                                          | 2004                                          | 2011   | 2021   |
| 31 344                                        | 52 120                                        | 54 790                                        | 74 306                                        | 63 804                                        | 61 989                                        | 65 854                                        | 64 516                                        | 68 809 | 67 229 |

## Состав муниципалитета
В муниципалитет входят следующие районы:
| - Ажуда-да-Бретанья - Аррифеш - Бретанья - Канделария - Капелаш - Ковоада - Фажан-де-Байшу - Фажан-де-Сима - Фенайш-да-Луш | - Фетейраш - Жинетеш - Ливраменту - Моштейруш - Пилар-да-Бретанья - Релва - Ремедиуш - Санта-Барбара | - Санта-Клара - Санту-Антониу - Сете-Сидадеш - Сан-Жозе - Сан-Педру - Сан-Роке - Сан-Себаштиан - Сан-Висенте-Феррейра |

## Инфраструктура
Азорский университет

## Галерея
- Исторические ворота в город
- Панорама города со стороны порта